# Вельветин Дрим
Патрик Кларк-младший (англ. Patrick Clark Jr., род. 19 августа 1995, Вашингтон) — американский рестлер. 
Наиболее известен по выступлениям в WWE, где он выступал под именем Вельветин Дрим.
Кларк начал карьеру рестлера в 2014 году, когда он дебютировал в промоушене Maryland Championship Wrestling. За время своего пребывания там он выиграл командный титул MCW вместе с Лио Рашем. После выступлений в нескольких других независимых промоушенах Кларк принял участие в реалити-шоу WWE Tough Enough — шоу, посвященном поиску новых рестлеров для WWE. Кларк не выиграл конкурс, но подписал контракт на развитие и направлен в NXT.
В 2017 году Кларк дебютировал в новом амплуа — персонажа по имени Вельветин Дрим, вдохновленного Принсом. После нескольких хорошо принятых матчей Дрим стал популярным в NXT и победил Джонни Гаргано, выиграв титул чемпиона Северной Америки NXT.

## Карьера в рестлинге

### Ранняя карьера (2014–2015)
Кларк тренировался рестлингу в тренировочном центре Maryland Championship Wrestling под руководством Патрика Бринка. Он дебютировал в промоушене после четырех месяцев тренировок 3 октября 2014 года под именем Рик Пауэрс. Кларк продолжил выступать в MCW, выиграв командный титул MCW с Лио Рашем в октябре 2015 года. Он недолго использовал имя Слаггер Кларк, а в феврале 2016 года начал выступать под настоящим именем. Помимо работы в MCW в течение 2015 года Кларк выступал в различных американских независимых промоушенах, включая Combat Zone Wrestling и World Xtreme Wrestling.

### WWE

#### Tough Enough и тренировки (2015–2017)
Кларк был выбран в качестве участника шестого сезона реалити-шоу WWE Tough Enough, который начал выходить в эфир в июне 2015 года. Несмотря на то, что его называли одним из фаворитов на победу, он был исключен в пятом эпизоде, заняв девятое место в общем зачете.
17 октября 2015 года стало известно, что Кларк подписал тренировочный контракт с WWE. Он дебютировал в компании на живом мероприятии NXT в Лейкленде, Флорида, 5 февраля 2016 года, проиграв Риддику Моссу. Он дебютировал на телевидении в эпизоде NXT от 20 июля, проиграв Остину Эриасу. В эпизоде NXT от 19 октября Кларк столкнулся с чемпионом NXT Шинске Накамурой и бросил ему вызов, но был избит Накамурой. Кларк вернулся и одержал свою первую победу на телевидении в эпизоде NXT от 1 марта 2017 года, победив Шона Малуту.

#### Североамериканский чемпион NXT (2017–2019)
В эпизоде NXT от 3 мая 2017 года Кларк начал появляться в еженедельных роликах, в образе нового персонажа, вдохновленного Принсом, по имени Вельветин Дрим. Он дебютировал NXT от 24 мая, победив Роберта Энтони. На эпизоде NXT от 20 сентября Дрим прервал Алистера Блэка. Это привело к матчу на NXT TakeOver: WarGames, в котором Дрим проиграл. 6 декабря на NXT Дрим должен был встретиться с Кассиусом Оно в отборочном матче за звание чемпиона NXT, но из-за травмы Дрим не смог принять участие в матче, и его заменил Джонни Гаргано, который победил Оно, а затем стал претендентом номер один на титул.
На NXT TakeOver: Филадельфия, Дрим победил Оно. В течение всего 2018 года Дрим участвовал в нескольких TakeOver, например, на NXT TakeOver: New Orleans, Дрим участвовал в матче с лестницами за новый титул чемпиона Северной Америки NXT, который выиграл Адам Коул. На NXT TakeOver: Chicago II он был побеждён Рикошетом, а на NXT TakeOver: Brooklyn IV он победил EC3. На эпизоде NXT от 26 сентября Дрим начал вражду с чемпионом NXT Томмазо Чампой. На шоу NXT TakeOver: WarGames ему не удалось отнять титул чемпиона NXT у Чампы. 
Дрим решил побороться за титул чемпиона Северной Америки NXT, которым владел Джонни Гаргано. В эпизоде NXT от 20 февраля Дрим победил Гаргано и завоевал титул, что стало его первой чемпионской победой в WWE. На NXT TakeOver: New York Дрим победил Мэтта Риддла и сохранил титул чемпиона, нанеся Риддлу первое поражение в NXT. В последующие недели он успешно защищал титул против таких соперников, как Бадди Мерфи, Тайлер Бриз, Родерик Стронг и Пит Данн. В эпизоде NXT от 18 сентября он проиграл титул Родерику Стронгу после вмешательства The Undisputed Era.

#### Последние сюжеты (2020–2021)
После перерыва, связанного с травмой спины, он вернулся на NXT 5 февраля 2020 года, чтобы напасть на The Undisputed Era. На NXT TakeOver: In Your House, Дрим бросил вызов Адаму Коулу за титул чемпиона NXT. После нескольких месяцев перерыва после травмы, вызванной автомобильной аварией Дрим вернулся на эпизоде NXT 12 августа, где он проиграл Кэмерону Граймсу и Кушиде. После матча Дрим атаковал Кушиду. На следующей неделе на NXT он победил Финна Балора, чтобы получить право на место в матче лестницами за освободившийся титул чемпиона Северной Америки NXT на NXT TakeOver: XXX. На этом шу Дрим не смог завоевать титул. На NXT TakeOver 31 Дрим был побежден Кушидой. В эпизоде NXT от 23 декабря Дрим был побежден Адамом Коулом в своем последнем матче в WWE и вскоре пропал. 20 мая 2021 года Дрим был освобожден от контракта с WWE после пяти месяцев отсутствия.

## Обвинения в сексуальных домогательствах
В апреле 2020 года Кларк был обвинен в отправке непристойных изображений несовершеннолетним мальчикам в Instagram. В июне 2020 года Кларк снова попал в заголовки национальных газет после новых обвинений в том, что он отправил откровенную фотографию несовершеннолетней девочке, а также имел неподобающие связи с несовершеннолетними мальчиками. WWE заявила, что расследовала эти обвинения и «ничего не нашла».

## Титулы и достижения
- Maryland Championship Wrestling
  - Командный чемпион MCW (1 раз) – с Лио Рашем[3]
- Pro Wrestling Illustrated
  - Самый прогрессирующий рестлер года (2018)[17]
  - № 26 в топ 500 рестлеров в рейтинге PWI 500 в 2019[18]
- Wrestling Observer Newsletter
  - Лучший образ (2018)[19][20]
- WWE
  - Чемпион Северной Америки NXT — (1 раз)[21]
  - WWE Worlds Collide (2019)[22]